# Speelhuislaan
De Speelhuislaan is een straat in Breda, gelegen in de wijk Belcrum. Het wordt gekenmerkt door een dubbele bomenrij en een voormalige spoorlijn. De laan dankt zijn naam aan het Speelhuis, een jachtslot dat in het begin van de 17e eeuw in het toenmalige Belcrumbos werd gebouwd.

## Geschiedenis
Toen het Valkenberg werd omgevormd van een warande tot een siertuin met boomgaard en moestuin voor het Kasteel van Breda, ontstond er een behoefte aan een afgelegen gebied waar wilde dieren konden worden gehouden en dat vanuit het kasteel bereikbaar was. Daarom initieerde Filips Willem van Oranje in 1612 de aanleg van een warande ten noorden van het kasteel. Na het overlijden van Filips, zette zijn halfbroer, Maurits van Oranje, de bouwplannen voort en begon met de bouw van het Speelhuis. Het Speelhuis en het omliggende sterrenbos waren met een meer dan een kilometer lange dreef verbonden met de stad. De Speelhuislaan, destijds bekend als "Jeu de la Palamaille" of "Palmage", fungeerde als maliebaan waar edelen het maliespel speelden. De huidige Speelhuislaan behoudt de afmetingen van de oude maliebaan en is het best bewaarde onderdeel van de voormalige Belcrumwarande.
Het park rondom het speelhuis verdween in het begin van de 20e eeuw en in 1824 werd het Speelhuis gesloopt vanwege de slechte staat waarin het verkeerde. In 1918 kocht de gemeente Breda de Belcrumpolder met plannen voor industriële ontwikkeling en woningbouw. De laan werd omgevormd tot een centrale ontsluitingsweg van de nieuwe wijk Belcrum, met een boulevard van dertig meter breed. Een spoorlijn werd aangelegd om het opkomende industriegebied rond de Belcrumhaven te bedienen. Het spoorlijn is tot heden bewaard gebleven.

## Verlenging
In december 2023 werd de Speelhuislaan uitgebreid als onderdeel van het Havenkwartier. Deze uitbreiding verbindt Belcrum met de toekomstige stadswijk Backer en Rueb, gepland voor 2027.